# Ernst Konstantin von Schubert
Ernst Konstantin von Schubert (* 2. Juli 1757; † 28. März 1835 in Wolgast) war Jurist und Beamter in Schweden, Schwedisch-Pommern und Preußen.

## Leben
Der Sohn des Johann Ernst Schubert und der Johanna Friederike Schultze kam 1764 nach Greifswald, als sein Vater als Professor der Theologie an die Universität Greifswald berufen wurde. Er besuchte die Stadtschule und studierte ab 1773 Rechtswissenschaften an der Universität. Der Tod des Vaters 1774 brachte die Familie in finanzielle Schwierigkeiten. Die Mutter erhielt auf Betreiben des Generalgouverneurs von Schwedisch-Pommern Fredrik Carl Sinclair für sich und ihre sieben unversorgten Kinder eine jährliche Pension von 150 Talern. Zahlungen aus der Witwenkasse der Greifswalder Professoren und der Verkauf der Bibliothek des Vaters ermöglichten die Fortsetzung der Ausbildung der Söhne. Die Unterhaltskosten für den Besuch der Universität Göttingen durch Ernst Konstantin und seinen Bruder Wilhelm Julius Ludwig waren hoch.
Ernst Konstantin Schubert reiste 1778 ohne Wissen seiner Mutter nach Schweden, um dort sein Glück zu versuchen. Er fand schließlich Aufnahme im Haus eines Professors Solander, der ihn auch unterrichtete. Er bestand die Prüfung zum Advokaten und verdiente als Jurist und Privatlehrer seinen Lebensunterhalt. Den Plan einer weitergehenden akademischen Bildung musste er wegen Solanders Tod 1784 aufgeben. Er übernahm darauf die Leitung des Unterrichts für den Sohn des in Stockholm ansässigen russischen Großhändler Seminow.
Durch einen juristischen Aufsatz wurde er dem Fürsten Friedrich Wilhelm von Hessenstein bekannt. Dieser war Generalgouverneur von Schwedisch-Pommern und bot Schubert eine Stelle als Gouvernementssekretär in Stralsund an, die dieser 1786 antrat. 1788 wurde er zum Hofrat und 1792 zum Kammerrat ernannt. 1793 wurde er Sekretär des auswärtigen Departements in Stockholm. Insbesondere nach der Versetzung des Staatssekretärs Christoffer Bogislaus Zibet wurde er zur Unterstützung von Nils Barck vermehrt mit den Angelegenheiten Schwedisch-Pommerns betraut. Während des Prozesses gegen die Hofdame Magdalena Rudenschöld und ihren Geliebten Gustaf Mauritz Armfelt wurde Schubert der Konspiration mit Armfelt verdächtigt und nach Pommern versetzt. Von den Anschuldigungen entlastet erhielt er 1794 den Auftrag, die Streitigkeiten zwischen der schwedischen Regierung in Pommern und den Landständen zu bearbeiten. Dabei ging es um das Reichskontingent, die Greifswalder Saline und die Einführung neuer Hufenmatrikel. Er erledigte diese Angelegenheiten zur Zufriedenheit des Regenten, dessen Erlasse riefen jedoch den Widerstand des Wismarer Tribunals und der Stände hervor. Schubert wurde darauf 1795 als Licentverwalter nach Wolgast versetzt, wogegen er erfolglos beim König opponierte. Er wurde schließlich von den Vorwürfen in diesen Angelegenheiten befreit und zum Mitglied einer von Juni bis August 1796 arbeitenden Visitationskommission für Pommern unter Leitung des Generals Cederström ernannt. Er hatte die Hauptarbeit der Kommission zu leisten, da er als einziges Mitglied sowohl der deutschen als auch der schwedischen Sprache mächtig war. Anschließend arbeitete er wieder in seinem Wolgaster Amt. 1799 wurde Schubert erneut zum Mitglied der Matrikelkommission bestellt. Im November desselben Jahres wurde er zum Ritter des Nordstern-Ordens ernannt.
Neben seiner Tätigkeit als Licentinspektor war er 1801 für die militärische Sicherung der Küsten und 1803 als Direktor der Quarantäne wegen der in Südwesteuropa ausgebrochenen Pest tätig. In den Jahren 1805 und 1806 arbeitete er im direkten Auftrag des Königs Gustav IV. Adolf. Nach der Aufhebung der pommerschen Verfassung durch den König wurde er mit der Übersetzung des schwedischen Gesetzbuches in die deutsche Sprache sowie mit der Revision der bereits vorhandenen Übersetzungen beauftragt. Um diese Arbeiten abzuschließen, reiste er nach Schweden, musste jedoch vor deren Beendigung nach Pommern zurückkehren, da französische Truppen das Land besetzt hatten. In königlichem Auftrag unterhielt er die Verbindung mit dem von den Franzosen belagerten Kolberg. Mit der von Napoleon angeordneten Kontinentalsperre kamen Handel und Schifffahrt zum Erliegen, was auch seine persönlichen Einkünfte schmälerte.
1812 wurde er zusammen mit seinem Bruder Wilhelm Julius Ludwig in den schwedischen Adelsstand erhoben. Nach dem Übergang Schwedisch-Pommerns 1815 an Preußen blieb er zunächst in seinem Amt. Nach der Einführung des preußischen Steuersystems in Neuvorpommern wurde er 1821 pensioniert. Im Ruhestand befasste er sich mit literarischen Arbeiten, insbesondere zur schwedischen Geschichte. Ab 1824 war er durch eine Krankheit vollständig gehbehindert. Die preußische Regierung ehrte ihn einige Jahre vor seinem Tod 1835 mit dem Titel eines Geheimen Hofrats.

## Familie
Ernst Konstantin von Schubert hatte 1796 in Wolgast Maria Kriebel geheiratet, eine Tochter des Propstes Johann August Kriebel. Sein Sohn Friedrich Wilhelm (* 1797) erbte den Adelstitel des Vaters und diente beim preußischen Militär, wo er den Dienstgrad Oberst erreichte. Von seinen drei Töchtern blieb die mittlere namens Johanna unverheiratet, während die ältere Charlotte den Appellationsrat Friedrich von Seeckt und die jüngere Wilhelmine den Wolgaster Kaufmann und Reeder August Wilhelm Homeyer heiratete.

## Schriften
- Auszüge aus den Handschriften, die ältere, neue und neueste schwedische Geschichte betreffend, übersetzt aus dem Schwedischen, mit Anmerkungen. 1. Bd. Berlin 1833.